# Villa Montcalm
La villa Montcalm est une voie du 18e arrondissement de Paris, en France.

## Situation et accès
La villa Montcalm est une voie privée située dans le 18e arrondissement de Paris. Elle débute au 17, rue Montcalm et se termine au 55-59, rue des Cloÿs.

## Origine du nom
Elle porte le nom du lieutenant-général des armées en Nouvelle-France, Louis-Joseph de Montcalm, en raison de sa proximité avec la rue éponyme.

## Historique
Cette voie, ouverte sous sa dénomination actuelle en 1926, est ouverte à la circulation publique par un arrêté du 23 juin 1959. Elle est fermée par une grille entre 2008 et 2012.

## Bâtiments remarquables et lieux de mémoire
L'aviateur Paul Codos vécut au numéro 5.